# 葉桜 (曲)
『葉桜』（はざくら）は、1997年1月15日に発売された桂銀淑の16枚目のシングルである。発売元はトーラスレコード。

## 解説
- 前年10月発売のオリジナル・アルバム『愛ひとつ 夢ひとつ』よりシングルカット。
- 桂が得意とする激しい曲調のバラードで、告知ポスターには「今年の勝負曲」と記されていたがセールスには結びつかず、半年後には次のシングル「『Yes』と答えて」が発売となった。
- 1999年の15周年記念コンサートでは、本編ラストに歌われた。

## 収録曲
1. 葉桜
  - 作詞：岡恵美子 / 作曲：岡本朗 / 編曲：国吉良一
2. フライト・スケジュール
  - 作詞：小椋佳 / 作曲：来生たかお / 編曲：国吉良一